# Télévision d'État
Une chaine de télévision d'État, chaine nationale ou chaine publique est une chaine de télévision gérée de façon partielle ou totale par le gouvernement d'un pays, qui exerce une influence directe sur son budget ou sa politique éditoriale. Il a aussi une autorité sur les émissions diffusées mais s'ingère rarement dans la programmation et les heures de diffusions. 
Ces chaines sont généralement chargées de retransmettre les activités ou autres évènements nationaux tels que les discours du chef de l'État, les parades militaires, les réceptions diplomatiques, des communiqués urgents, certains évènements sportifs liés à la sélection nationale et ainsi que d'autres initiatives publiques. 

## Actuelles

### Afrique
- Afrique du Sud : South African Broadcasting Corporation
- Algérie : Établissement public de télévision
- Angola : Televisão Pública de Angola
- Botswana : Botswana TV
- Burkina Faso : Télévision nationale du Burkina
- Burundi : Radio-Télévision nationale du Burundi
- Cameroun : Cameroon Radio Television
- Cap-Vert : RTC
- République centrafricaine : Radio-Télévision Centrafrique
- République du Congo : Radiodiffusion Télévision Congolaise
- République démocratique du Congo : Radio-Télévision nationale congolaise
- Côte d'Ivoire : Radiodiffusion télévision ivoirienne
- Djibouti : Radiodiffusion télévision de Djibouti
- Égypte : Union de la radio et de la télévision égyptienne
- Érythrée : Eri-TV
- Éthiopie : EBC
- Gabon : Gabon Télévision
- Gambie : Gambia Radio & Television Service
- Ghana : Ghana Broadcasting Corporation
- Guinée-Bissau : Télévision de Guinée-Bissau
- Guinée équatoriale : TVGE
- Kenya : Kenya Broadcasting Corporation
- Liberia : Liberia Broadcasting System
- Libye : Libya Radio and Television Corporation
- Madagascar : Télévision Malagasy
- Malawi : Malawi Communications Regulatory Authority
- Mali : Office de radiodiffusion télévision du Mali
- Maroc : Société nationale de radiodiffusion et de télévision
- Maurice : Mauritius Broadcasting Corporation
- Mauritanie : TV de Mauritanie
- Mozambique : Televisão de Moçambique
- Namibie : Namibian Broadcasting Corporation
- Niger : Office de radiodiffusion télévision du Niger
- Nigeria : Nigerian Television Authority
- Ouganda : Uganda Broadcasting Corporation[1]
- Rwanda : Rwandan Broadcasting Agency
- Sao Tomé-et-Principe : TVS
- Somalie : Somali National Television, propriété du ministère de l'Information, des Postes et de la Communication
- Soudan : Sudan TV
- Soudan du Sud : Equator Broadcasting Corporation & South Sudan Broadcasting Corporation (propriété du ministère de l'Information et de la Communication)
- Tanzanie : Tanzania Broadcasting Corporation
- Tchad : Télé Tchad
- Togo : Télévision togolaise
- Tunisie : Établissement de la télévision tunisienne
- Zambie : Zambia National Broadcasting Corporation
- Zimbabwe : Zimbabwe Broadcasting Corporation

### Amérique
- Argentine : Televisión Pública Argentina
- Bahamas : The Broadcasting Corporation of The Bahamas
- Barbade : Caribbean Broadcasting Corporation
- Canada : Société Radio-Canada (Canadian Broadcasting Corporation en anglais)
- Chili : Televisión Nacional de Chile
- Colombie : Radio Televisión Nacional de Colombia, propriété du ministère des Technologies de l'information et des Communications
- Cuba : ICRT
- Équateur : Televisión y Radio de Ecuador
- Haïti : Télévision nationale d'Haïti
- Mexique : Sistema Público de Radiodifusión del Estado Mexicano
- Pérou : Instituto Nacional de Radio y Televisión del Perú
- Trinité-et-Tobago : Trinidad and Tobago Television

- Uruguay : Service national de communication audiovisuel[2], propriété du ministre de l'Éducation et de la Culture
- Venezuela : Television Educativa & Venezolana de Televisión, propriétés du ministère de la Communication et de l'Information

### Asie
- Afghanistan : Radio Television Afghanistan
- Arabie saoudite : Middle East Broadcasting Center (détenue à 60 % par le gouvernement saoudien) et Saudi Broadcasting Authority
- Azerbaïdjan : Azərbaycan Televiziya, Idan Azerbaijan TV & Medeniyyet TV
- Bahreïn : Société Radiodiffusion et Télévision de Bahreïn
- Bangladesh : Télé Bangladesh
- Bhoutan : Bhutan Broadcasting Service
- Birmanie : Radiodiffusion et Télévision du Myanmar, propriété du ministère de l'Information
- Brunei : Radio-Télévision Brunei, propriété du ministère de l'Information, de la Communication et des Arts
- Chine : Station générale de radio-télévision centrale
  - Hong Kong : RTHK
  - Taïwan : Taiwan Broadcasting System
- Corée du Nord : Comité de la radiodiffusion et de la télévision de la république populaire démocratique de Corée, propriété de la Commission des affaires de l'État
- Géorgie : Radio télévision publique géorgienne
  - Abkhazie : Société de radiodiffusion et de télévision d'État abkhaze
- Inde : Prasar Bharati, propriété du ministère de l'Information et de la Communication
- Indonésie : TVRI
- Irak : Al Iraqiya
- Iran : Islamic Republic of Iran Broadcasting
- Israël : Société de radiodiffusion publique israélienne
  - Palestine : Palestinian Broadcasting Corporation
- Japon : NHK
- Jordanie : Société radiodiffusion-télévision jordanienne
- Kazakhstan : Corporation de radio et de télévision du Kazakhstan
- Kirghizistan : Société nationale de radiodiffusion-télévision de la République kirghize
- Koweït : Télévision d'état du Koweït, propriété du ministère de l'Information
- Liban : Télé-Liban
- Malaisie : Radio Televisyen Malaysia
- Mongolie : Mongolian National Broadcaster
- Népal : Nepal Television Corporation
- Ouzbékistan: Société nationale de radiodiffusion-télévision d'Ouzbékistan
- Pakistan : Société Télé Pakistan
- Qatar : Société générale de radiodiffusion et télévision du Qatar
- Singapour : Temasek Holdings
- Sri Lanka : Independent Television Network & Rupavahini
- Syrie : Organisation de la Radio et la Télévision Arabe Syrienne, propriété du ministère de l'Information
- Tadjikistan : Televizioni Tojikiston
- Thaïlande : NBT
- Turkménistan : Télé-Turkmène
- Turquie : Radio-télévision de Turquie
- Viêt Nam : Télé-Viêt Nam
- Yémen : Commission générale de la radio et de la télévision du Yémen

### Europe
- Andorre : Ràdio i Televisió d'Andorra
- Biélorussie : Compagnie de télévision et de radio biélorusse
- Bulgarie : Télévision nationale bulgare
- Chypre : Société de radiodiffusion de Chypre
  - Chypre du Nord : Bayrak Radio and Television Corporation
- Croatie : Hrvatska radiotelevizija
- Danemark : TV 2
  - Groenland : Kalaallit Nunaata Radioa
  - Îles Féroé : Sjónvarp Føroya
- Espagne : Radiotelevisión Española
- Estonie : Eesti Rahvusringhääling
- Finlande : Yle
- France : France Télévisions
- Grèce : Ellinikí Radiofonía Tileórasi
- Hongrie : MTVA[3]
- Irlande : Raidió Teilifís Éireann
- Islande : Ríkisútvarpið
- Italie : Rai
- Lettonie : Latvijas Televīzija
- Lituanie : Lietuvos nacionalinis radijas ir televizija
- Malte : Public Broadcasting Services
- Moldavie : Teleradio-Moldova
  - Transnistrie : TV PMR
- Monténégro : Radio Televizija Crne Gore
- Norvège : NRK
- Pologne : Telewizja Polska
- Portugal : Radio-télévision du Portugal
- Roumanie : Société roumaine de télévision
- Royaume-Uni : British Broadcasting Corporation
  - Gibraltar : Gibraltar Broadcasting Corporation
- Russie : Pervi Kanal & VGTRK
- Serbie : Radio-télévision de Serbie & Radio-Télévision du Voïvodine
  - Kosovo : Radio-télévision du Kosovo
- Slovaquie : Slovenská televízia
- Slovénie : Radiotelevizija Slovenija
- Suède : Sveriges Television
- Ukraine : Suspilne, propriété du comité d'état pour la télévision et la radio

### Océanie
- Australie : Australian Broadcasting Corporation
- Nauru : Nauru Broadcasting Service
- Nouvelle-Zélande : Television New Zealand, propriété des ministères des Finances (50 %) et des Communications (50 %)
- Vanuatu : Vanuatu Broadcasting and Television Corporation

## Anciennes
- République démocratique allemande : Deutscher Fernsehfunk (1952-1991)
- Chine : Télévision centrale de Chine (1958-2018), incorporation dans Station générale de radio-télévision centrale
- Corée du Sud : Korean Broadcasting System (1927-1973), passée au statut du réseau public
- Émirats arabes unis : Arabian Television Network
- France :
  - Radiovision-PTT (1935-1937), propriété du ministère des PTT
  - Radiodiffusion nationale Télévision (1937-1939), propriété du ministère de l'Industrie par la suite de Radiodiffusion nationale en 1939
  - RDF Télévision française (1944-1949), propriété de Radiodiffusion nationale, suivi de Radiodiffusion française de 1945 à 1949
  - RTF Télévision (1949-1964) & RTF Télévision 2 (avril à juillet 1964), propriété de Radiodiffusion-télévision française
  - Office de radiodiffusion-télévision française (1964-1975)
  - TF1 (1975-1987), acquisition par Bouygues en 1987
  - Antenne 2 (1975-1992), incorporée dans France Télévisions
  - France Régions 3 (1975-1992), incorporée dans France Télévisions
- Grèce : Nouvelle Radio-Internet-Télévision hellénique (2013-2015)
- État impérial d'Iran : Radio et télévision nationales iraniennes (1966-1979)
- Israël : Autorité de radiodiffusion d'Israël (1948-2017)

- Jamahiriya arabe libyenne : Aljamahiriya TV (1969-2011)
- Kiribati : Television Kiribati
- Nicaragua : Sistema Sandinista de Televisión (1979-1990)
- Nouvelle-Zélande : 
  - TVNZ 1 (1960-1980), incorporée dans Television New Zeland
  - TVNZ 2 (1975-1980), incorporée dans Television New Zeland
- Tchécoslovaquie : Télévision tchécoslovaque (1953-1992)
- Tunisie : Établissement de la radiodiffusion-télévision tunisienne (1990-2007)
- Union des républiques socialistes soviétiques : Télévision centrale soviétique (1938-1991)
- Venezuela : 
  - Televisora Nacional (1952-1991)
  - Televisa (1953-1960)
- République arabe du Yémen : Yémen TV (1975-1990)
- République démocratique populaire du Yémen : Aden Channel (1980-1990)
- République fédérative socialiste de Yougoslavie : Jugoslovenska Radio-Televizija (1956-1992)